# Yumenguan
Yumenguan (玉门关 / 玉門關, Yùménguān, « le passage de Jade ») est un passage de la grande muraille de Chine situé sur la route de la soie, dans le désert de Gobi, à 90 km de Dunhuang, dans la province du Gansu.
Il se situe aujourd'hui dans une réserve protégée. Il est possible de le visiter, avec la tour proche de Majuanwan (马圈湾 / 馬圈灣, măjuānwān) et les ruines d'une ancienne portion de la Grande Muraille datant tous deux de la dynastie Han.

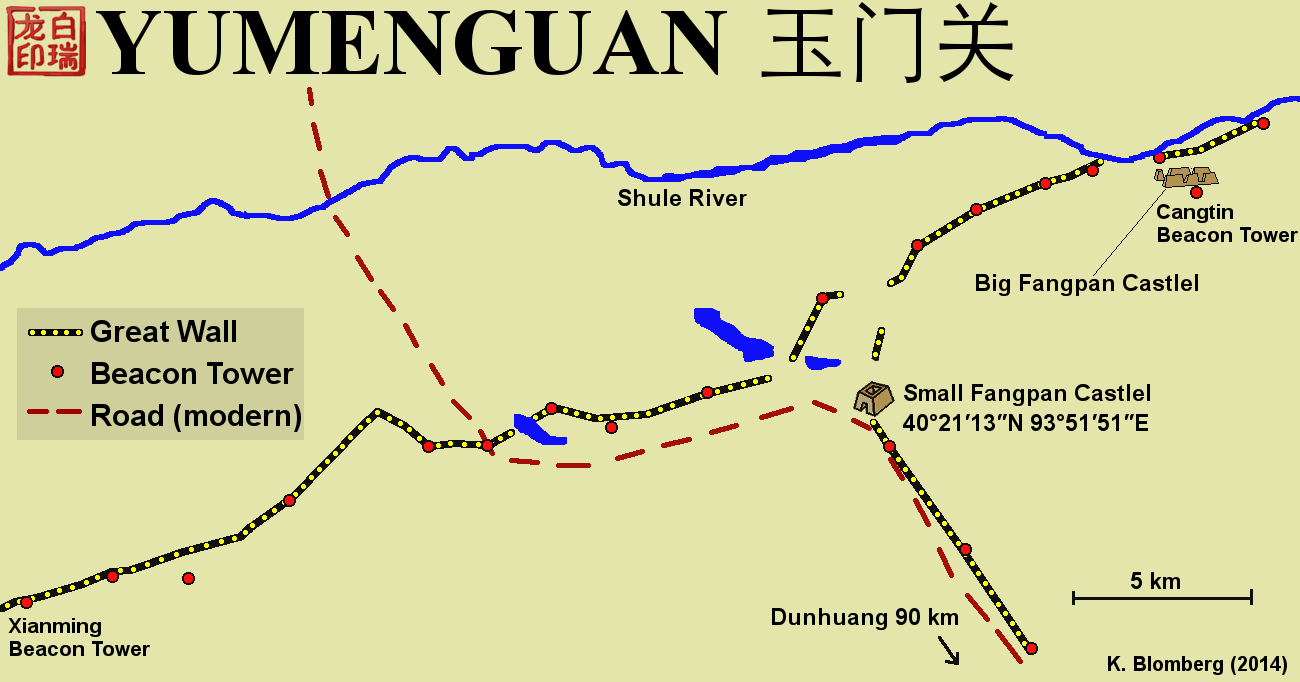
Carte du passage et des constructions à proximité.
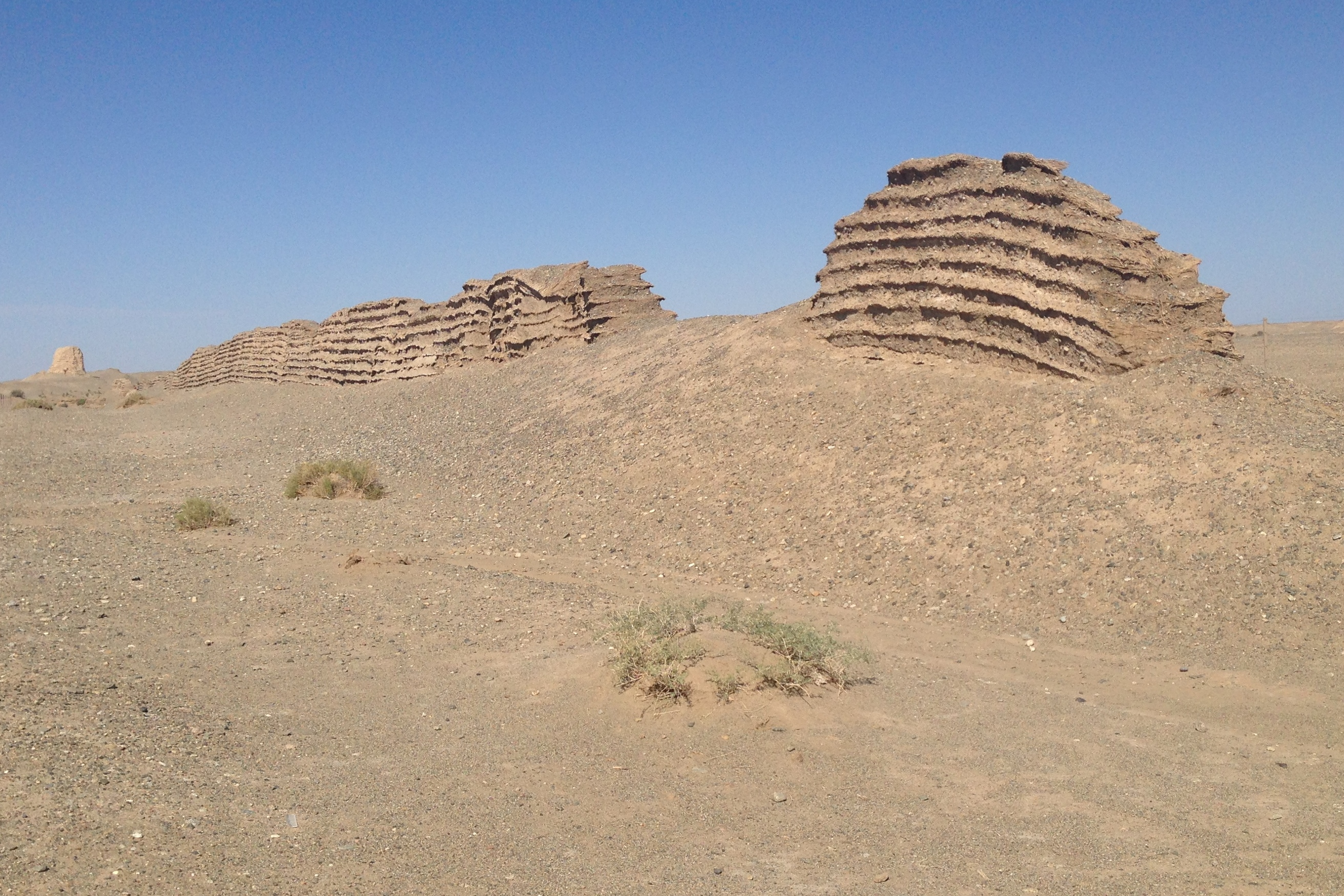
Ruines de la Grande Muraille à Yumenguan.

À 68 km de ce passage se situe Yangguan, un autre passage de la même époque.